# ハスダイ・イブン・シャプルト
ハスダイ・イブン・シャプルト(スペイン語: Hasdai ibn Shaprut、ヘブライ語:  חסדאי בן יצחק בן עזרא אבן שפרוט 、アラビア語: حسداي بن شبروط、
915年頃-975年頃) は、後ウマイヤ朝の首都コルドバで活動した医師、学者、政治家で、ユダヤ教徒。

## 概説
コルドバ東方のハエン生まれ。初代カリフ（イスラム国家の指導者）アブド・アッラフマーン3世に登用され、宮廷医、ワズィール（廷臣）を務めた。
960年頃、黒海北方の王国ハザールのカガン（可汗、支配者）でユダヤ教徒でもあるヨセフとの間で交わした、ヘブライ文字の往復書簡（『ハザール書簡』en:Khazar Correspondence）が残されており、ハザール史やユダヤ史の史料として研究されている。